# Tragedian
Tragedian ist eine Hamburger Power-Metal-Band, die im Jahr 2002 gegründet wurde.

## Geschichte
Die Band wurde 2002 vom E-Gitarristen Gabriele Palermo unter dem Namen 7TH Hour gegründet. Später wurde der Name in Tragedian (engl. Tragiker, Tragödiendichter) geändert.
Ihr erstes Album, Dreamscape, wurde am 12. September 2008 veröffentlicht.
Das zweite Studioalbum Decimation wurde 2013 über das Label IceWarrior Records veröffentlicht. Es wurde gemischt und gemastert von Uwe Lulis (Rebellion, Accept, Grave Digger, Magic Kingdom). Das Cover-Artwork wurde von Uwe Jarling gestaltet.
2014 konnte die Band den Bassisten Dirk Seifert-Dölves (ex-Paragon), Sänger Alex Blank und Schlagzeuger Nicolò Bernini für das dritte Album gewinnen, das einen deutlich geschwindigkeitsorientierten Stil annahm und Gastauftritte enthielt von Musikern wie Kai Hansen (Helloween, Gamma Ray, Unisonic), Bob Katsionis (Firewind, Serious Black, Outloud) und Andreas Babuschkin (Paragon). 
Unholy Divine wurde am 24. November 2017 veröffentlicht.
Die Band hatte seit der Gründung einige Besetzungswechsel, mit Gabriele Palermo als einzigem ständigen Bandmitglied.
Anfang 2021 wurde das vierte Studioalbum Seven Dimensions veröffentlicht.

## Mitglieder

### Aktuelle Bandmitglieder
| Name             | Funktion                         | Tätigkeitszeitraum | Aktivitäten in anderen Bands                                                             |
| ---------------- | -------------------------------- | ------------------ | ---------------------------------------------------------------------------------------- |
| Gabriele Palermo | E-Gitarre                        | seit 2002          | ex-Stormwarrior                                                                          |
| Nicolò Bernini   | Schlagzeug                       | seit 2013          | Antonio Giorgio, Blaze of Sorrow, Fogalord, ex-Warshout, ex-Icethrone, ex-Reasons Behind |
| Dawid Wieczorek  | E-Bass, Begleitgesang, Keyboards | seit 2019          | ex-Paragon, ex-Stormwarrior                                                              |
| Joan Pabón       | Gesang                           | seit 2019          | ex-Aphelium                                                                              |
| Nico Hauschildt  | Schlagzeug (Session)             | seit 2019          | Terra Atlantica                                                                          |

### Ehemalige Bandmitglieder
| Name                | Funktion                | Tätigkeitszeitraum   | Aktivitäten in anderen Bands                                                                        |
| ------------------- | ----------------------- | -------------------- | --------------------------------------------------------------------------------------------------- |
| Marc Schönberg      | E-Bass                  | 2002–2004, 2005–2007 | Rapid Angel, ex-Arctic Fields, ex-Mandrake, Die in My Dreams, ELBE                                  |
| Marc Schönberg      | Keyboard                | 2015–2019            | Rapid Angel, ex-Arctic Fields, ex-Mandrake, Die in My Dreams, ELBE                                  |
| Alex Tabisz         | Schlagzeug              | 2002–2003            | 2nd Sight, ex-Mandrake, ex-Alestorm (live), ex-Arctic Fields, ex-Up Sent Minded                     |
| Mike Breeze         | Keyboard                | 2002                 | Mirror, Solowshow                                                                                   |
| Ingo Salzmann       | Keyboard                | 2002–2003            | ex-Mandrake                                                                                         |
| Jürg Steinbrenner   | Gesang                  | 2002–2004            | ex-Rohbau, ex-Bäd Influence                                                                         |
| Nathalie Paustian   | Gesang                  | 2002                 | |
| Timur Tatlici       | Schlagzeug              | 2003–2004            | ex-Bäd Influence                                                                                    |
| Patrick van Maurik  | Gesang                  | 2004–2005            | Montany, ex-Reviver                                                                                 |
| Timo Behrens        | Gesang                  | 2005–2009            | Eternal Reign (live), ex-Distream, ex-Thorn                                                         |
| Stefan Otte         | E-Bass, Begleitgesang   | 2007–2009            | |
| Michael Ehré        | Schlagzeug (live)       | 2011                 | Gamma Ray, Primal Fear, The Unity, ex-Metalium, ex-Uli Jon Roth, ex-Firewind, ex-Vinnie Moore u. a. |
| Steve Vawamas       | E-Bass                  | 2009–2014            | Athlantis, Bellathrix, Mastercastle, ex-Angels in Black, ex-Shadows of Steel, ex-The Dogma          |
| Max Polon           | Schlagzeug              | 2009–2014            | |
| Dany All            | Keyboard                | 2009–2019            | Fogalord, ex-Synthphonia Suprema, ex-Nothing Else                                                   |
| Val Shieldon        | Gesang                  | 2009–2014            | Twilight Zone, ex-Anguish Force, ex-Oracle Sun, ex-Renegade, ex-Sigma                               |
| Dirk Seifert-Dölves | E-Bass                  | 2014–2019            | Rapid Angel, Kneipenterroristen, Metal Worx, Sabbath Judas Sabbath, ex-Paragon                      |
| Alex Blank          | Gesang                  | 2014–2019            | Ex-Powerslave                                                                                       |
| Denis Scheither     | Keyboard, Begleitgesang | 2019–2025            | ex-Sinride, ex-Perfect Crime, ex-Eternal Reign, Metamorphonia, Oberer Totpunkt                      |

## Diskografie
- 2003: Demo (Demo)
- 2008: Dreamscape (Album, Music Buy Mail)
- 2013: Decimation (Album, IceWarrior Records)
- 2017: Unholy Divine (Album, IceWarrior Records)
- 2021: Seven Dimensions (Album, Pride & Joy Music)